# مارك كيندال (موسيقي)
مارك كيندال (بالإنجليزية: Mark Kendall)‏ هو موسيقي وعازف قيثارة أمريكي، ولد في 29 أبريل 1957 في لوما ليندا في الولايات المتحدة.

## وصلات خارجية
- مارك كيندال على موقع IMDb (الإنجليزية)
- مارك كيندال على موقع ميوزك برينز (الإنجليزية)
- مارك كيندال على موقع ديسكوغز (الإنجليزية)